# Velká cena Intervize 2025

Účast v soutěži:
Země, které se měly zúčastnit v roce 2025 a již měly připraveného zástupce
Země, které potvrdily účast na rok 2025, ale zástupce nevybraly
Země, které se zúčastnily v minulosti, ale nepotvrdily účast v roce 2025.

Velká cena Intervize 2025 je plánovaný desátý ročník mezinárodní pěvecké soutěže Intervize. Soutěž byla původně plánována už na ročník 2024, ruský premiér Michail Mišustin oznámil v roce 2023, že se soutěž měla konat v Petrohradě. Ruská vláda však místo konání změnila 21. března 2024 na Moskvu. V roce 2024 nebude ročník soutěže uspořádán. Podle informací od zvláštního zástupce prezidenta Ruské federace pro mezinárodní kulturní spolupráci Michaila Švydkova se soutěž očekává až v září 2025 v Moskvě a zúčastní se jí asi 20 zemí. V únoru 2025 bylo veřejně představeno logo soutěže, dále byla uveřejněna pravidla účasti. Logo a pravidla vytvořila běloruská televize (Belteleradio), která také přijímá žádosti o účast. Žádosti o účast jsou přijímány od 17. října 2024 do 31. března 2025. Organizační a technickou záštitu soutěže oznámilo ruské ministerstvo zahraničních věcí.

## Účastníci
| Země                    | Reprezentant                    | Píseň                                | Jazyk       | Autoři                                               |
| ----------------------- | ------------------------------- | ------------------------------------ | ----------- | ---------------------------------------------------- |
| Ázerbájdžán             |                                 |                                      |             |                                                      |
| Bělorusko               | Nasťa Kravčenko                 | „Motylek“ (Мотылек)                  | Ruština     | Nikolay Sosin                                        |
| Čína                    |                                 |                                      |             |                                                      |
| Kolumbie                |                                 |                                      |             |                                                      |
| Kuba                    | Zulema Iglesias Salazar         |                                      |             |                                                      |
| Egypt                   |                                 |                                      |             |                                                      |
| Indie                   |                                 |                                      |             |                                                      |
| Kazachstán              | bude oznámeno v červnu 2025     |                                      |             |                                                      |
| Kyrgyzstán              | Nomad                           | „Jalgyz saga“ (Жалгыз сага)          | Kyrgyzština | Azat Raimberdijev, Bek Israilov, Minzhashar Murzajev |
| Katar                   | Dana Al Meer                    |                                      |             |                                                      |
| Rusko                   | Shaman                          | „Prjamo po serdcu“ (Прямо по сердцу) | Ruština     | Maxim Fadějev                                        |
| Saúdská Arábie          |                                 |                                      |             |                                                      |
| Srbsko                  | Slobodan Trkulja a Balkanopolis |                                      |             |                                                      |
| Jižní Afrika            |                                 |                                      |             |                                                      |
| Tádžikistán             |                                 |                                      |             |                                                      |
| Spojené arabské emiráty |                                 |                                      |             |                                                      |
| Spojené státy americké  |                                 |                                      |             |                                                      |
| Uzbekistán              |                                 |                                      |             |                                                      |
| Venezuela               | Omar Acedo                      |                                      |             |                                                      |
| Vietnam                 |                                 |                                      |             |                                                      |